# Nozze vagabonde
Nozze vagabonde è un film commedia del 1936 diretto da Guido Brignone. È il primo film stereoscopico italiano.

## Trama
Umberto e Laura sono due sposi novelli che stanno per partire per il loro viaggio di nozze con partenza da Roma e destinazione Parigi, ma la notte prima della partenza Umberto, per una serie di sfortunati eventi, perde tutto il denaro e perciò i due decidono di dirottare a Orvieto.
Qui Umberto rincontra Diana, una sua vecchia fiamma, che lavora in una compagnia di guitti e che gli procura un posto come "fine dicitore". Scoperta la passata relazione tra i due Laura s'infuria e chiede di tornare dal padre a Roma.
La carriera di Umberto nella compagnia di guitti procura però a Umberto successo e denaro, e così riesce ad appianare la crisi coniugale.

## Produzione
Il film è stato girato negli stabilimenti Cinès e Caesar.

## Distribuzione
Il film è uscito il 30 giugno 1936.

## Film stereoscopico
Dopo gli esperimenti dell'Ing. Gualtiero Gualtierotti, uno dei primi ad affrontare i problemi inerenti alla cinematografia in tre dimensioni in Italia, la produzione decide di girare il film in due versioni una normale e l'altra in 3-D. Al pubblico dell'epoca fu presentata solo la prima versione, dell'altra stereoscopica non ci sono notizie che sia mai stata presentata a una pubblica proiezione, forse per alcuni problemi sopravvenuti successivamente.
Nozze vagabonde risulta comunque essere il primo film stereoscopico italiano. Dibattuto è invece il suo primato per quanto riguarda la tecnologia applicata: la luce polarizzata. Alcune fonti affermano essere il primo film ad utilizzare questa tecnologia, altre che è stato invece il film tedesco Zum Greifen Nah realizzato nello stesso anno. Concedendo il primato a Nozze vagabonde, questo risulterebbe essere anche il primo film 3-D sonoro.